# Riserva naturale della Macchia di Gattaceca e Macchia del Barco
La Riserva Naturale della Macchia di Gattaceca e Macchia del Barco è un'area naturale protetta istituita con la L.R. 29/97, copre i territori di Mentana, Monterotondo e Sant'Angelo Romano, nella Città Metropolitana di Roma Capitale, in un’area compresa tra i Monti Cornicolani e la Valle del Tevere.

## Flora
Nell'area è presente un caratteristico paesaggio agrosilvopastorale; i lembi boschivi sono maggiormente estesi nella Macchia di Gattaceca rispetto alla Macchia del Barco, e sono costituiti principalmente da cerro e farnetto.
Tra gli elementi della vegetazione si citano carpino nero, carpino orientale, orniello, biancospino e storace. In alcune zone della Riserva, come a Bosco di Nardi, si possono osservare orchidee come Neotinea maculata e Ophrys tyrrhena. Si ricorda che tutte le specie di orchidee spontanee sono incluse nell’Allegato B della Convenzione di Washington (CITES), per cui ne è vietata la raccolta, l’importazione, l’esportazione, il trasporto e la detenzione.

## Fauna
Molte sono le specie di uccelli presenti nella Riserva, fra cui la ghiandaia, il picchio verde, il picchio rosso maggiore e il torcicollo. Nelle zone agricole è possibile osservare l’upupa, il tordo bottaccio, il saltimpalo e la cornacchia grigia.
Da diversi anni nell'area sono presenti anche i gruccioni nel periodo riproduttivo. Tra gli Strigiformi sono presenti la civetta, l’allocco, l’assiolo e il barbagianni; la presenza di questi uccelli consente di ottenere informazioni utili dalle loro borre sulla fauna dei piccoli mammiferi presenti nell'area, predati da queste specie. Tra rapaci diurni si menzionano la poiana e il gheppio, entrambi stanziali.
Tra i mammiferi sono presenti Roditori come l'istrice, Carnivori come la volpe, il tasso e la faina e Artiodattili come il cinghiale.
Per quanto riguarda i rettili si possono citare la lucertola campestre, la lucertola muraiola, il ramarro, il biacco, il saettone, il cervone, la natrice dal collare e la natrice tassellata. È presente un'interessante popolazione di salamandrina dagli occhiali.
I dati sull'entomofauna sono attualmente scarsi e concentrati su particolari gruppi tassonomici.

## Carsismo
La riserva è caratterizzata da vari esempi di carsismo, molti situati nel bosco di Grotta Cerqueta, un'area di circa 30-35 ettari ed è sito su di un colle calcareo che ospita 3 doline ed una grotta carsica, la quale dà il nome al bosco.
Ma la cavità carsica di maggiore interesse è senza dubbio il Pozzo del Merro, situata nel Comune di Sant'Angelo Romano. Questa voragine è a forma d'imbuto e termina con un laghetto che, grazie al contributo di un ROV dei vigili del fuoco, sono riusciti a raggiungere i 392 m di profondità di un ipotetico fondale, perché ancora non sono riusciti a toccare il fondo. Questo rende il Pozzo del Merro il sinkhole allagato più profondo del mondo.

## Area archeologica della Via Nomentum–Eretum
All'interno della riserva, in località Tor Mancina, è presente l’area archeologica della Via Nomentum–Eretum, che collegava Nomentum alla sabina Eretum. Gli scavi hanno riportato alla luce circa 140 metri di basolato stradale antico, i resti di una villa romana, e un sepolcreto della prima età imperiale.

## Attività
Il parco ospita alcune manifestazioni gestite dai comuni di Mentana e Monterotondo, in particolar modo in estate.